# One of Wun
One of Wun è il quinto album in studio del rapper statunitense Gunna, pubblicato il 10 maggio 2024 da YSL Records e 300 Entertainment.

## Tracce
1. Collage – 2:27
2. One of Wun – 2:24
3. Neck on a Yacht – 2:35
4. WhatsApp (Wassam) – 2:28
5. Hakuna Matata – 2:07
6. Prada Dem (featuring Offset) – 2:45
7. Treesh – 2:12
8. On One Tonight – 1:30
9. Back in the A – 2:53
10. Trio – 1:56
11. Still Prevail – 3:12
12. Blackjack – 3:24
13. $$$ (featuring Normani) – 3:01
14. Clear My Rain (featuring Leon Bridges) – 3:03
15. Conscience – 2:23
16. The Time – 2:51
17. Let It Breathe (featuring Roddy Ricch) – 3:20
18. Life's Changing – 3:09
19. Today I Did Good – 2:53
20. Time Reveals, Be Careful What You Wish For – 6:35